# Крепинское сельское поселение
Крепи́нское се́льское поселе́ние — муниципальное образование в составе Калачёвского района Волгоградской области.
Административный центр — посёлок Крепинский.

## История
Крепинское сельское поселение образовано 20 января 2005 года в соответствии с Законом Волгоградской области № 994-ОД.

## Население
| 2010  | 2012  | 2013  | 2014  | 2015  | 2016  | 2017  |
| ----- | ----- | ----- | ----- | ----- | ----- | ----- |
| 1702  | ↘1675 | ↗1689 | ↘1675 | ↘1657 | ↘1618 | ↘1581 |
| 2018  | 2019  | 2020  | 2021  |       |       |       |
| ↘1568 | ↘1555 | ↘1525 | ↗1527 |       |       |       |

## Состав сельского поселения
| № | Населённый пункт | Тип населённого пункта          | Население |
| - | ---------------- | ------------------------------- | --------- |
| 1 | Белоглинский     | посёлок                         | 257       |
| 2 | Братский         | хутор                           | 312       |
| 3 | Крепинский       | посёлок, административный центр | ↗827      |
| 4 | Овражный         | посёлок                         | 306       |